# Kawai (Nara)
Kawai (jap. 河合町 Kawai-chō) – miasto w Japonii, na wyspie Honsiu, w prefekturze Nara. Według danych na rok 2020 miejscowość zamieszkiwało 17 018 mieszkańców , a gęstość zaludnienia wyniosła 2067,8 os./km².